# Matthias Busch (Politikdidaktiker)
Matthias Busch (* 14. Juli 1976) ist ein deutscher Politikdidaktiker.

## Leben
Von 1997 bis 2005 absolvierte er ein Lehramtsstudium mit den Fächern Sozialkunde und Deutsch an der TU Berlin, nach dem ersten Staatsexamen 2005 für das Amt des Studienrats, dem Referendariat (2006–2008) am Goethe-Gymnasium (Berlin-Lichterfelde), dem zweiten Staatsexamen 2008 für das Amt des Studienrats und der Promotion 2015 zum Dr. phil. an der Universität Hamburg, im gleichen Jahr wurde er auf eine Juniorprofessur an der TU Kaiserslautern berufen. Seit 2017 ist er Professor für Didaktik der Gesellschaftswissenschaften an der Universität Trier. Seit 2022 ist er dort auch Vizepräsident für Studium und Lehre.
Seine Forschungsschwerpunkte sind Geschichte der historisch-politischen Bildung, demokratische Schul- und Unterrichtsentwicklung, Erinnerungskultur und Partizipation in europäischen Grenzräumen, fächerübergreifendes Lernen im gesellschaftswissenschaftlichen Fächern und Lernen und Lehren in der digitalen Gesellschaft.

## Schriften (Auswahl)
- mit Marlies Witte: Mediation. Ein Rollenspielbuch. Schwalbach am Taunus 2012, ISBN 978-3-89974-520-7.
- als Herausgeber mit Nikolaus Teichmüller: Europa leben und gestalten. Transnationale Bildungs- und Beteiligungsformen in der deutsch-polnischen Grenzregion. Müncheberg 2013, ISBN 978-3-00-044630-6.
- Staatsbürgerkunde in der Weimarer Republik. Genese einer demokratischen Fachdidaktik. Bad Heilbrunn 2016, ISBN 3-924151-09-1.
- als Herausgeber mit Tomasz Lis und Nikolaus Teichmüller: Bildung grenzenlos vernetzen.Transnationale Bildungs- und Partizipationslandschaften in europäischen Grenzregionen. Müncheberg 2016, ISBN 978-3-945926-02-4.